# Vladímir Smorchkov
Vladímir Smorchkov –en ruso, Владимир Сморчков– (25 de enero de 1980) es un deportista ruso que compitió en halterofilia.
Ganó cuatro medallas en el Campeonato Mundial de Halterofilia entre los años 2001 y 2010, y cuatro medallas en el Campeonato Europeo de Halterofilia entre los años 2003 y 2010.

## Palmarés internacional
| Campeonato Mundial | Campeonato Mundial  | Campeonato Mundial | Campeonato Mundial |
| Año                | Lugar               | Medalla            | Categoría          |
| ------------------ | ------------------- | ------------------ | ------------------ |
| 2001               | Antalya (Turquía)   | Medalla de oro     | 105 kg             |
| 2002               | Varsovia (Polonia)  | Medalla de bronce  | 105 kg             |
| 2003               | Vancouver (Canadá)  | Medalla de plata   | 105 kg             |
| 2010               | Antalya (Turquía)   | Medalla de bronce  | 105 kg             |
| Campeonato Europeo |                     |                    |                    |
| Año                | Lugar               | Medalla            | Categoría          |
| 2003               | Lutraki (Grecia)    | Medalla de bronce  | 105 kg             |
| 2005               | Sofía (Bulgaria)    | Medalla de oro     | 105 kg             |
| 2009               | Bucarest (Rumania)  | Medalla de oro     | 105 kg             |
| 2010               | Minsk (Bielorrusia) | Medalla de plata   | 105 kg             |